# Западноевропейски таралеж
Западноевропейският таралеж (Erinaceus europaeus) е малко плацентно животно от разред Насекомоядни (Insectivora).

## Общи сведения
Имат кафеникава козина. Дължина на тялото около 20 cm. Възрастните тежат 600-1500 g. Има около 6000 бодли на гърба и темето си, които са видоизменени задебелени и втвърдени косми. Има изграден имунитет срещу отрови.

## Разпространение
Среща се в цяла Западна Европа, до към Чехословакия, където бива изместен от белогръдия таралеж (Erinaceus concolor) (наричан и източен таралеж понякога). Рядко е засичан на места със северна географска ширина над 60°.
Живее в гори, селскостопански дворове, предградия, градини, паркове, гробища.

## Начин на живот и хранене
Нощно животно. Ако се почувства застрашен, той се свива на кълбо, като по този начин се защитава от потенциални врагове чрез своите бодли. Може да плува, да се катери по стени и да бяга (развива скорост до 2 m/s). За жилище може да му послужи някоя изоставена дупка, но също така си строи сам квартира, която покрива с шума. Обикновено дупката, която си изравя, се намира на 20 cm в земята.
Често заспива зимен сън. Храни се главно с безгръбначни животни (плужеци, дъждовни червеи, бръмбари и други насекоми), но също и с жаби, малки гризачи и птици, птичи яйца и змии. Таралежът е и растителнояден — яде още плодове, жълъди и др. Естествени врагове на обикновения таралеж са лисицата, язовецът и бухалът.

## Размножаване
Бременността трае 31-39 дни, като се размножават през март-юли. Обикновено отглеждат едно поколение годишно, но понякога и две. От едно поколение се раждат 4-5 малки, в периода май-септември. Те са слепи и ярко розови. Тежат 20 g. На 14-16-ия ден отварят очи. На 18-ия ден се образуват бодли по гърба им. Малките излизат от гнездото или дупката, когато станат на 3-4 седмици. На 5-6 седмици те стават напълно независими от своите родители. Достигат полова зрялост на 9 месеца. Половината таралежи умират преди да навършат една година. Започват да се размножават едва след като изкарат първата си зима. Живеят 3-4 години, но понякога възрастта им достига 6-8 години.

## Допълнителни сведения
Може да бъде опасен за човека и домашните животни, като преносител на заразни болести.